# Maria Gorokhovskaya
Maria Kondratyevna Gorokhovskaya, née le 17 octobre 1921 à Eupatoria en Union soviétique et morte le 7 juillet 2001 à Tel Aviv en Israël, est une gymnaste artistique soviétique. 

## Biographie sportive
Elle est sacrée championne olympique en concours général individuel et par équipes et vice-championne au sol, en saut de cheval, à la poutre, aux barres asymétriques et en exercices d'ensemble avec agrès portatifs par équipes aux Jeux olympiques de 1952 à Helsinki. 
Elle remporte aussi le titre mondial par équipe et la médaille de bronze au sol aux Championnats du monde de gymnastique artistique 1954 à Rome.